# 6372 Walker
6372 Walker è un asteroide della fascia principale del diametro medio di circa 38,04 km. Scoperto nel 1985, presenta un'orbita caratterizzata da un semiasse maggiore pari a 3,1882116 UA e da un'eccentricità di 0,1551260, inclinata di 15,79469° rispetto all'eclittica.